# Symphysodon vitianus
Symphysodon vitianus är en bladmossart som beskrevs av Brotherus 1906. Symphysodon vitianus ingår i släktet Symphysodon och familjen Pterobryaceae. Inga underarter finns listade i Catalogue of Life.